# Aggteleky Béla
Aggteleky Béla (Sopron, 1890. szeptember 14. – Genf, 1977. augusztus 4.) altábornagy a második világháborúban.

## Élete
A pécsi honvéd hadapródiskolát végezte el 1909-ben. Az első világháborúban főhadnagy volt. 1917-ben vezérkari tanfolyamot végzett, majd százados és 1921-ig a Ludovika Akadémia tanára. 1922-től a soproni katonai főreáliskolában tanított. 1925-ben Szabályzatismertető Tanfolyamot (SZIT) végzett, 1927 – 1940-ben a Honvédelmi Minisztériumban dolgozott. 1940. július 1-jétől vezérőrnagy, az I, 1942. november 1-jétől altábornagy, a II. hadtest, 1944. augusztus 1-jétől október 8-áig a III. hadtest parancsnoka volt. Részt vett az Erdélyért vívott harcokban. 1944. augusztus 8-án az I. hadtest parancsnokává nevezték ki, megbízták a háborúból való kiugrás katonai biztosításával Budapesten. 1944. október 15-én a nyilas puccs napján helyettese, Hindy Iván vezérőrnagy felszólította a nyilasokhoz való csatlakozásra, majd azt elutasítva Hindy segédletével letartóztatták. 1945-ben kiszabadult, 1956-ig Magyarországon élt, majd Svájcba távozott, és 1977-ig, haláláig az 1944. október 15-ei eseményekre vonatkozó dokumentumok összegyűjtésén dolgozott, ezeket a Magyar Néphadsereg Hadtörténeti Intézetére hagyományozta.